# مقاطعة كوانزا نورت
كوانزا نورت هـي أحد مقاطعات أنغولا تقع شمـال نهر كوانزا، يقدر عدد سكانها بحوالي 400 ألف نسمة وتتربع على مساحة قدرها 24.110 كم2 وعاصمتها هـي المدينة ندالاتاندو.

## الموقع الجغرافي
تقـع المقاطعة فـي الشمال الغربي وتحدها من الغرب مقاطعة بنغو ومن الجنوب مقاطعة كوانزا سول ومن الشرق مقاطعة مالانجي ومن الشمال مقاطعة أوجي.

## المحافظات
تنقسـم مقاطعة كوانزا نورت إلى 10 محافظات هـي:
- أمباكا
- بانغـا
- بولونغونغو
- كامبامبي
- كازينغو
- غولونغو ألتو
- غونغيمبـو
- لوكالا
- كويكولونجو
- سامبا كاجو

## البلديات
وتنقسـم إلـى 36 بلدية هـي:
| - ألديا نوفا - بانغا - بيندو - بولونغونغو - كاكونغو - كاموم - كاريامبا - كافونغا - سيركا | - دانجي-إيا-منها - دوندو - غولونغو ألتو - كايندا - كاكولو - كماباتيلا - كامبوندو - كانهوكا - كيانغومبي | - كيكولونغو - كيلومبو دوس ديمبوس - كيلوانجي - كيسولا - لوينغا - لوكالا - مسانغانو - مايوا - ندالاتاندو | - كوياج - كويباكس - كويكيمبا - سامبا كاجو - سامبا لوكالا - ساو بيدرو دا كليمبا - تانغو - تيريورو - زيندا دو إيتومبي |

## روابط خارجية
- الموقـع الرسمـي
- معلومات عـن المقاطعة في موقع إينفـو أنغولا